# 구츠헤어샤프트

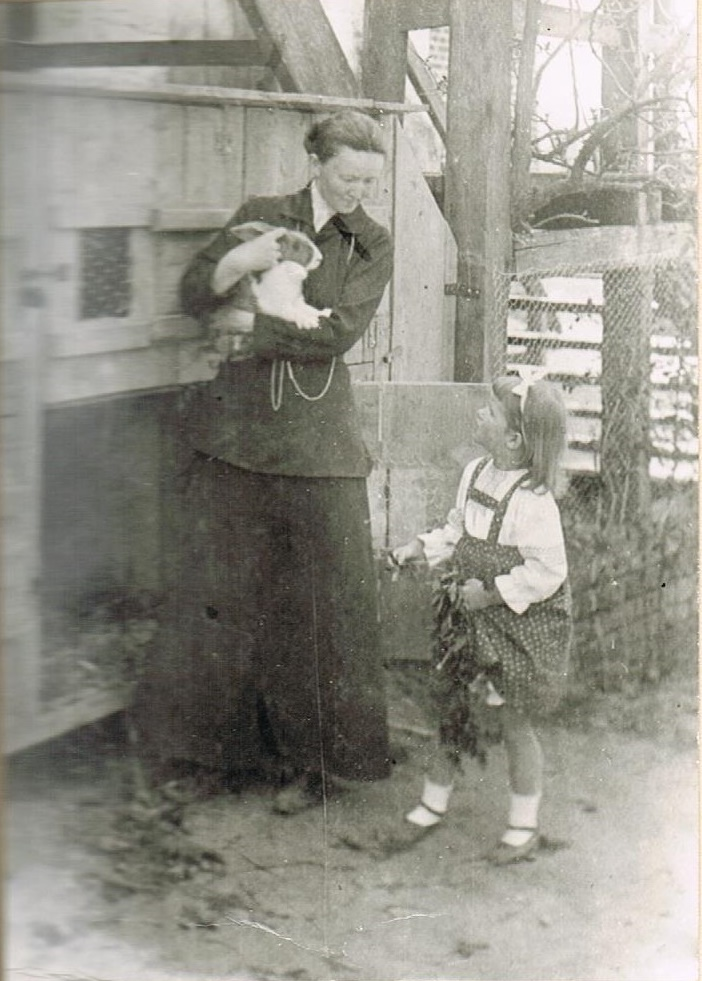

구츠헤어샤프트(독일어: Gutsherrschaft, 농장 영주제)는 15∼16세기 이래 동부 독일에서 형성된 농노제(農奴制)에 기초를 둔 부역(賦役)에 의한 봉건적 대농장 경영 제도이다. 엘베 강 동쪽의 독일에서는 12, 13세기로부터 동부 독일에 대한 식민운동(植民運動)이 행해져서 원주민인 슬라브인을 정복하고, 독일의 귀족·자유 농민이 이주하였다. 15세기에 들어와서 귀족은 한자동맹과 연결을 갖고 서유럽의 곡물수출상업에 관여하여, 영주 직영지(直營地)에서 대규모의 곡물생산을 전개하였다. 이 때 서유럽 및 서부 독일에서는 고전장원(古典莊園)이 붕괴되고 영주 직영지는 해체되어, 농노(農奴)는 부역노동(賦役勞動)에서 해방되었다. 이와 반대로 동부 독일에서는 부역노동이 부활 강화되고, 또 농민은 보유지(保有地)에서 추방되어 직영지 농장이 확대되었다. 이같은 재판 농노제(再版農奴制)에 기초를 둔 부역에 의한 직영지(直營地) 농장경영을 구츠헤르샤프트라 하며, 이런 점이 자급자족적인 중세 장원과 상이하여 프로이센형(型) 농업 자본주의의 단서라고 불리게 된다. 농장은 장원의 직영지에 비하여 훨씬 크며, 농민의 역축부역(役畜賦役)·수부역(手賦役) 및 농민 자제의 노동 급부·임금농업노동자에 의해 경작되었다. 19세기초 농민 해방의 결과 영주(구츠헤르)와 농민의 지배 예속관계는 소멸되었으나, 그 때 농민은 대부분 토지를 버리고 농업 노동자가 되어, 구츠헤르샤프트는 자본주의적 융커농장 경영으로 전환되었다.
대항해 시대에 가장자리를 발하는 세계의 일체화에 의해 서유럽에서 곡물 수요가 증가하고, 자본주의적 생산이 발전한 것에 따라, 16세기 이후, 엘베 강 이후의 프로이센에서 특히 발달했다. 농노제와는 구별하여 재판 농노제 혹은 농노제의 강화라고 부르는 경우가 있다.

## 같이 보기
- 봉건제
- 봉읍
- 젠트리
- 매너하우스
- 에스콰이어 (칭호)
- 농노제의 역사
- 러시아의 농노제